# Блінк-компаратор

Блінк-компаратор з обсерваторії Ловелла, за допомогою якого було відкрито Плутон

Блінк-компаратор (блінк-мікроскоп; від англ. blink — блимати, мерехтіти й compare — зіставляти, порівнювати) —  астрономічний прилад для пошуку на  фотографіях зоряного неба змінних об'єктів:  змінних зір,  малих планет, зір з великими  власними рухами і т. д.
Використовується для візуального порівняння двох зображень однієї ділянки неба, отриманих у різний час на одному і тому ж інструменті. Обидва зображення розглядаються в один окуляр, і перекидаючи спеціальну заслінку («блінкуючи»), можна бачити то одне, то інше зображення. При правильному налаштуванні приладу в процесі швидкого «блінкування» об'єкти, положення і яскравість яких не змінилися між двома експозиціями, здаються оператору нерухомими. При цьому об'єкти, що зсунулися або змінили яскравість, оператор сприймає як «стрибаючі» або пульсуючі, і їх добре помітно на тлі нерухомих.
На честь блінк-компаратора названо астероїд 566 Стереоскопія, відкритий 1905 року — перший астероїд, відкритий за допомогою цього приладу.

## Сучасні альтернативи
Прилад рідко використовується в даний час, оскільки для виділення рухомих об'єктів на зображеннях застосовують комп'ютерні алгоритми (порівняння зображень). Якщо ж траєкторія рухомого об'єкту заздалегідь відома, то застосовується стеження з усередненням (англ. track-and-stack), коли повторні зображення накладаються так, щоб об'єкт, який цікавить, займав одне і теж місце на зображенні, і усереднюються. При цьому зображення інших об'єктів розмиваються, а об'єкт, який цікавить, видно краще.